# Bryoptera subbrunnea
Bryoptera subbrunnea är en fjärilsart som beskrevs av W. Warren 1900. Bryoptera subbrunnea ingår i släktet Bryoptera och familjen mätare. Inga underarter finns listade i Catalogue of Life.